# Borczyny
Borczyny – kolonia w Polsce położona w województwie mazowieckim, w powiecie żuromińskim, w gminie Lubowidz.